# Charles Nicolas Joseph de Warzée d'Hermalle
Charles Nicolas Joseph de Warzée d’Hermalle, né le 5 juillet 1776 à Ciney et mort le 5 mars 1852  à Ramelot est un éminent juriste belge. 

## Biographie
Né à Ciney dans la principauté de Liège, Charles Nicolas Joseph est le fils de Charles François Joseph Warzée, jurisconsulte apprécié tant au pays de Liège qu'en France et en Allemagne, député aux États de Liège en 1785, bâtonnier de l'Ordre des avocats de la Cour impériale de Liège de 1811 à 1813.
Après avoir obtenu une licence en droit à Paris, Charles Nicolas Joseph Warzée prête serment d'avocat le 24 juillet 1805 à Liège ; il devient le 15 janvier 1809 juge auditeur à la Cour impériale de Liège, puis substitut du procureur-général avant d'être lui-même avocat général du 24 avril 1811 au 8 octobre 1830.
Il intervient dans la vie politique liégeoise à l'époque du royaume uni des Pays-Bas qu’il soutient totalement. Cela lui vaut des honneurs et des déboires allant jusqu’à la fuite de Liège lors des journées révolutionnaires et à sa destitution par le Gouvernement provisoire en octobre 1830.

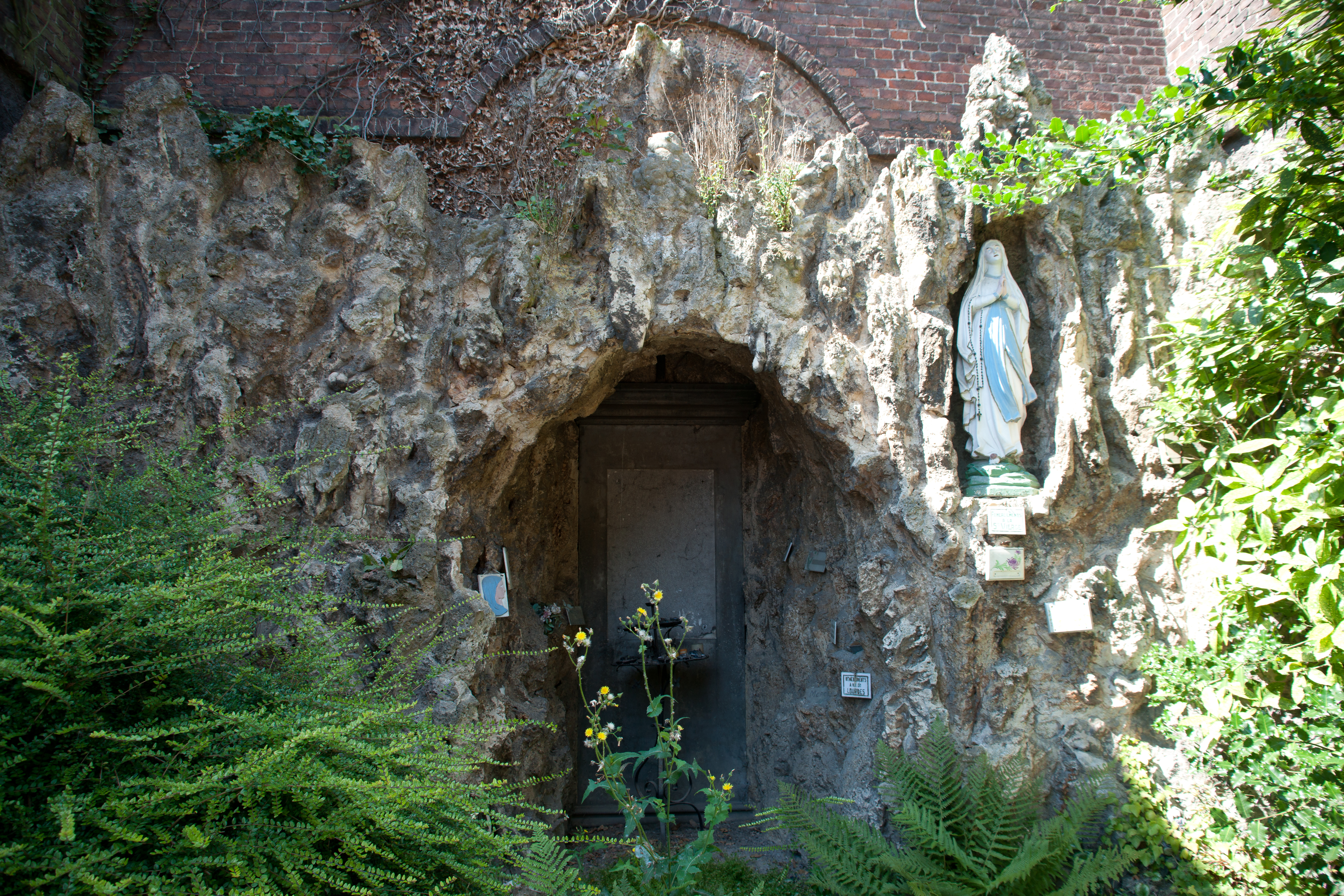
Grotte de Lourdes de Hermalle-sous-Huy

Le 14 mai 1807, il épouse Marie Josèphe (dite Joséphine) Hougardy, veuve du fils de Mathias-Guillaume de Louvrex, Seigneur de Ramelot et baron de Hermalle. Le 27 janvier 1808, ils ont eu un fils, Charles-Eugène-Joseph, dont une plaque mémorielle placée dans la grotte de Lourdes de la Ferme castrale de Hermalle-sous-Huy a longtemps rappelé le décès en 1846.  Marie Josèphe étant décédée un peu plus d'un mois après la naissance de l'enfant, Charles Nicolas Joseph Warzée épouse, le 11 juillet 1812, Georgine De Rome qui va lui donner un autre fils, Charles-Joseph-Gustave ; c'est le fils de ce dernier, Cécile-Charles-Eugène-Pontian-Nicolas-Georges de Warzée d'Hermalle, dit Charles de Warzée d'Hermalle, qui va adopter en 1905 son neveu Léon Lemaire (1877-1931), souche de la famille le Maire de Warzée d'Hermalle.
Membre de l’Ordre équestre de la province de Liège dès 1816 - il va en être le secrétaire en 1819 et 1820 -, Charles-Eugène-Joseph Warzée est fait baron « de Warzée d’Hermalle » par arrêté royal de septembre 1817 ou de février 1822, avec indication que son titre doit se transmettre par ordre de primogéniture. La Noblesse belge précise qu’après 1830 et à la demande du baron, Guillaume Ier des Pays-Bas décida que le fils ainé porterait le titre de baron sa vie durant mais que ce serait l'autre fils, Charles-Joseph-Gustave né du second mariage, auquel serait concédé le titre de baron qui devait se transmettre par ordre de primogéniture.

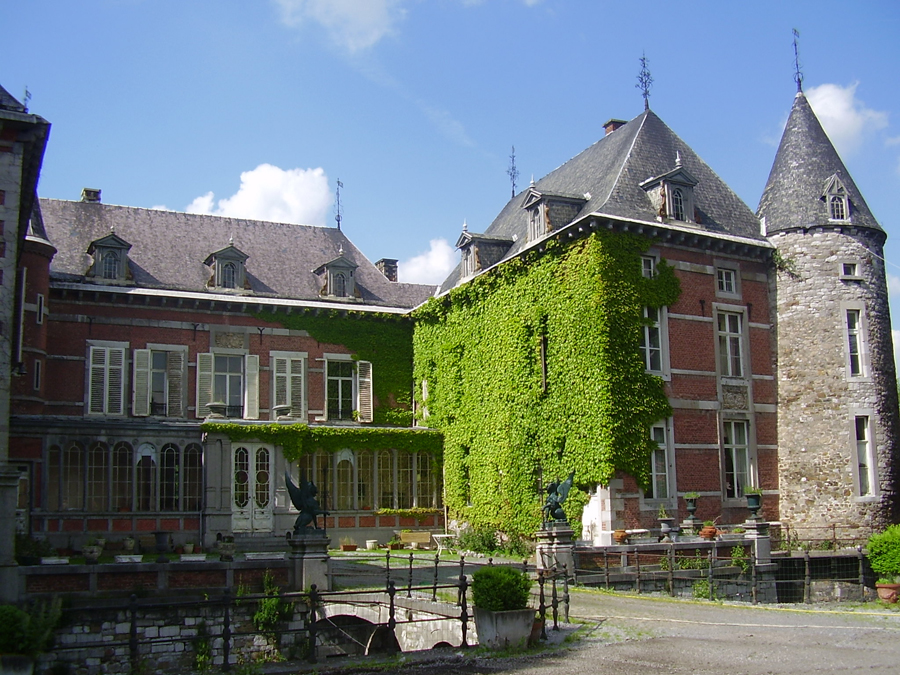
Château de Hermalle-sous-Huy. À gauche la tourelle d'angle et la galerie vitrée du rez-de-chaussée

Entre 1807 et 1850, Charles Nicolas Joseph exerce différentes fonctions (membre de commissions gouvernementales, membre électoral du département de l'Ourthe, etc.)
Destitué en 1830, il voit sa charge d'avocat général confiée à Joseph Lebeau. En 1831, il décline l'offre du roi des Pays-Bas Guillaume Ier de devenir Commissaire royal pour le grand-duché de Luxembourg ; en 1842, étant chevalier du Lion, il entre dans le corps équestre du duché de Limbourg.
Charles-Nicolas-Joseph, baron de Warzée d'Hermalle, a fait édifier la tourelle d'angle dans la cour d'honneur du château de Hermalle-sous-Huy et la galerie vitrée qui orne la façade principale de cette cour.

## Distinctions
- Chevalier de l'ordre du Lion néerlandais (Royaume uni des Pays-Bas).